# Club SuS 1896 Bremen
Club SuS 1896 Bremen was een Duitse voetbalclub uit de stad Bremen.

## Geschiedenis
De club werd opgericht op 10 juli 1896 in het Wartburghalle Restaurant en in 1899 was de club medeoprichter van de Bremer voetbalbond. In januari 1900 was SuS ook een van de stichtende clubs van de Duitse voetbalbond. De club ging in de nieuwe Bremer competitie spelen en werd in het eerste seizoen derde op negen clubs. De volgende seizoenen werd SuS zelfs vicekampioen achter Bremers SC 1891.
Na twee seizoenen middenmoot werd de club in 1904/05 opnieuw vicekampioen. Hierna ging het bergaf en in 1907/08 werd SuS zelfs laatste. Na een nieuwe laatste plaats in 1908/09 trok de club zich terug uit de competitie en werd opgeheven.